# Laat de Leeuw
Laat de Leeuw was een spraakmakende latenighttalkshow van Paul de Leeuw met amusement, cabaret en interviews. Het programma liep van 2 januari 1997 tot 24 december 1999 en werd uitgezonden door de VARA op Nederland 3.
De Leeuw presenteerde het programma op de donderdagavond samen met een bekende Nederlander, onder de naam 'Parenavond'. Ook "De gouden doos" was een terugkerende rubriek, waarin voormalige bekende Nederlanders centraal stonden.